# Pericón
Pericón är en ort i Mexiko.   Den ligger i kommunen Santa María Apazco och delstaten Oaxaca, i den sydöstra delen av landet, 300 km sydost om huvudstaden Mexico City. Pericón ligger 2 380 meter över havet och antalet invånare är 329.
Terrängen runt Pericón är bergig åt nordost, men åt sydväst är den kuperad. Runt Pericón är det glesbefolkat, med 20 invånare per kvadratkilometer. Närmaste större samhälle är San Pedro Jocotipac, 13,8 km norr om Pericón. Trakten runt Pericón består i huvudsak av gräsmarker.